# San Ponso
San Ponso – miejscowość i gmina we Włoszech, w regionie Piemont, w prowincji Turyn.
Według danych na rok 2004 gminę zamieszkiwało 265 osób, 132,5 os./km².